# Murallas de Benin
Las murallas de Benin City se formaron por combinación de muros y fosos para defender la ciudad, hoy situada en el Edo (estado) (Nigeria).  En el pasado fueron consideradas la segunda estructura más larga hecha por el hombre tras la muralla china, y la más larga construida en tierra. Los estudios de Patrick Darling indicaron que es la estructura más larga del mundo, ya que encierran 6500 kilómetros cuadrados con una longitud de unos 16 000 kilómetros. Se cree que las obras comenzaron en torno al año 800 y fueron continuadas a mediados del siglo XV.
Para edificar las murallas se cavaron zanjas para formar un foso, de manera que la tierra que se extrajo sirvió para construir los muros.

## Destrucción
Las murallas fueron devastadas por los británicos en 1897, quedando hoy solo restos dispersos que son utilizados por la población local; hoy en día siguen derribándose las partes que quedan en pie con este fin.